# Добро Полє (Ілірська Бистриця)
Добро Полє (словен. Dobro Polje) — поселення в общині Ілірська Бистриця, Регіон Нотрансько-крашка, Словенія. Висота над рівнем моря: 458,9 м.